# Спрингфилд (Нью-Йорк)
Спри́нгфилд (англ. Springfield) — американский город в округе Отсего, Нью-Йорк, располагается примерно в 80 км к западу от Скенектади. По данным переписи 2010 года население составляло 1358 человека. Ведёт свою историю с первых поселений, возникших около 1762 года. Код FIPS: 36-70310, GNIS ID: 0979514, ZIP-код: 13333.

## Население
По данным переписи 2000 года население составляло 1350 человек, в городе проживало 375 семей, находилось 521 домашнее хозяйство и 712 строений с плотностью застройки 6,4 строения на км². Плотность населения 12,1 человек на км². Расовый состав населения: белые — 98,59 %, афроамериканцы — 0,15 %, коренные американцы (индейцы) — 0,07 %, азиаты — 0,22 %, другие расы — 0,15 %, представители смешанных рас — 0,81 %. Испаноязычные составляли 1,19 % от населения.
Средний доход на домохозяйство в городе составлял 33 854 USD, на семью — 38 490 USD. Среднестатистический заработок мужчины был 25 625 USD против 23 611 USD для женщины. Доход на душу населения составлял 16 513 USD. Около 5,6 % семей и 8,5 % общего населения находились ниже черты бедности, в том числе — 10,8 % молодежи (тех кому ещё не исполнилось 18 лет) и 5,4 % тех кому было уже больше 65 лет.